# Soccer Brawl
Soccer Brawl (サッカーブロール?, Sakkā Burōru) è un videogioco arcade di calcio sviluppato dalla SNK per il Neo Geo, pubblicato nel 1992.

## Modalità di gioco
Soccer Brawl rivoluziona in maniera futuristica le normali regole del calcio. Sia i calciatori che l'arbitro sono degli androidi; dotati di grande forza fisica, al braccio montano un cannone laser e capacità di tiro fuori dal comune. Il titolo supporta il multiplayer per due giocatori. La selezione delle squadre è limitata alle sole nazionali, ed esse sono solo otto in totale includendo Italia, Spagna, Germania, Inghilterra, Stati Uniti, Brasile, Giappone e Corea del Sud. La formazione di ogni compagine è composta da cinque elementi non sostituibili anche in caso di grave danneggiamento fisico sul campo.
È possibile selezionare solo due campi all'inizio della partita: il campo giapponese di Osaka in erba sintetica del 2055 oppure nel futuristico "Super Dome" di San Francisco nel 2088.
Il gioco prevede due modalità a seconda se esso è in formato cartuccia sia per cabinati a gettoni (MVS coin op) che per home console (AES - Neo Geo). Nel primo caso il gioco ha un limite di tempo, se la partita finisce in caso di parità sono previsti tre tiri di rigore dove in caso di pareggio ai rigori la partita non prosegue. Nella modalità cartuccia per console il gioco dispone, solo come differenza, di più minuti di gioco dal limite selezionabile (15, 30, 45 e 90 minuti) e dei due normali tempi di gioco visti nel regolamento del calcio (primo e secondo tempo) con un intermezzo fatto mediante una buffa sequenza animata nell'intervallo. In caso di parità anche qui è previsto il sistema ai rigori come nel precedente. In entrambe le modalità i falli non sono sanzionati dall'arbitro.
I capitani delle squadre dispongono di un tiro speciale e di particolare effetto:
- Stati Uniti e Inghilterra: il tiro è una doppia sinusoide energetica;
- Italia e Germania: il tiro è ondulatorio pieno di energia;
- Spagna e Brasile: il tiro è fatto di vari palloni illusorie con scariche elettriche;
- Giappone e Sud Corea: il tiro è una palla infuocata diretta.

## Accoglienza
In Giappone, la rivista Game Machine elencò Soccer Brawl nel numero del 1º aprile 1992 come l'ottava unità arcade di maggior successo del mese. In Nord America, Play Meter nel numero di aprile 1994 lo classificò come il sessantesimo gioco più popolare dell'epoca. Il titolo ha ricevuto un'accoglienza molto positiva dalla critica fin dalla sua uscita nelle sale giochi e su altre piattaforme.
Nel 2014 Hobby Consolas lo piazza al settimo posto della loro lista dei venti migliori giochi su Neo Geo CD.